# کلمبوس (نبراسکا)
کلمبوس(به انگلیسی: Columbus) شهری در ایالت نبراسکا کشور ایالات متحده آمریکا است که جمعیت آن در سرشماری سال ۲۰۱۰ میلادی، ۲۲٬۱۱۱ نفر بوده‌است.